# Pterolophia tuberipennis
Pterolophia tuberipennis là một loài bọ cánh cứng trong họ Cerambycidae.